# Associazione Calcio Rapallo Ruentes 1950-1951
Questa voce raccoglie le informazioni riguardanti l' Associazione Calcio Rapallo Ruentes  nelle competizioni ufficiali della stagione 1950-1951.

## Rosa
| N. |                   | Ruolo | Calciatore         |
| -- | ----------------- | ----- | ------------------ |
|    | Italia (bandiera) | A     | A. Castello        |
|    | Italia (bandiera) | A     | Giovanni Corradino |
|    | Italia (bandiera) | C     | S. Curletto        |
|    | Italia (bandiera) | C     | G. De Ferrari      |
|    | Italia (bandiera) | P     | B. Ferrero         |
|    | Italia (bandiera) | A     | Alfredo Lazzaretti |
|    | Italia (bandiera) | A     | Angelo Medica      |
|    | Italia (bandiera) | D     | T. Minetti         |

| N. |                   | Ruolo | Calciatore      |
| -- | ----------------- | ----- | --------------- |
|    | Italia (bandiera) | D     | A. Motta        |
|    | Italia (bandiera) | C     | Lino Oldoini    |
|    | Italia (bandiera) | A     | Aldo Palombella |
|    | Italia (bandiera) | A     | Luciano Rivano  |
|    | Italia (bandiera) | C     | Paolo Rostagno  |
|    | Italia (bandiera) | A     | A. Siccardi     |
|    | Italia (bandiera) | C     | V. Troiano      |
|    | Italia (bandiera) | C     | E. Zambarda     |